# Sierpowo (Śmigiel)
Sierpowo (deutsch Zirpe) ist ein Dorf in der Landgemeinde Śmigiel (Schmiegel) im Powiat Kościański (Kreis Kosten)  der polnischen Woiwodschaft Großpolen.

## Geographische Lage
Sierpowo liegt etwa sieben Kilometer südlich vom Verwaltungssitz der Gemeinde in Śmigiel und zu den nächstgrößeren Städten in etwa zehn Kilometern Entfernung südlich von Kościan (Kosten) und in etwa 15 Kilometern Entfernung nördlich der Stadt Leszno (Lissa). Der nächste Nachbarort ist Wydorowo in etwa zwei Kilometern Entfernung in westlicher Richtung. Der Ort befindet sich  100 Meter über dem Meeresspiegel.

## Geschichte

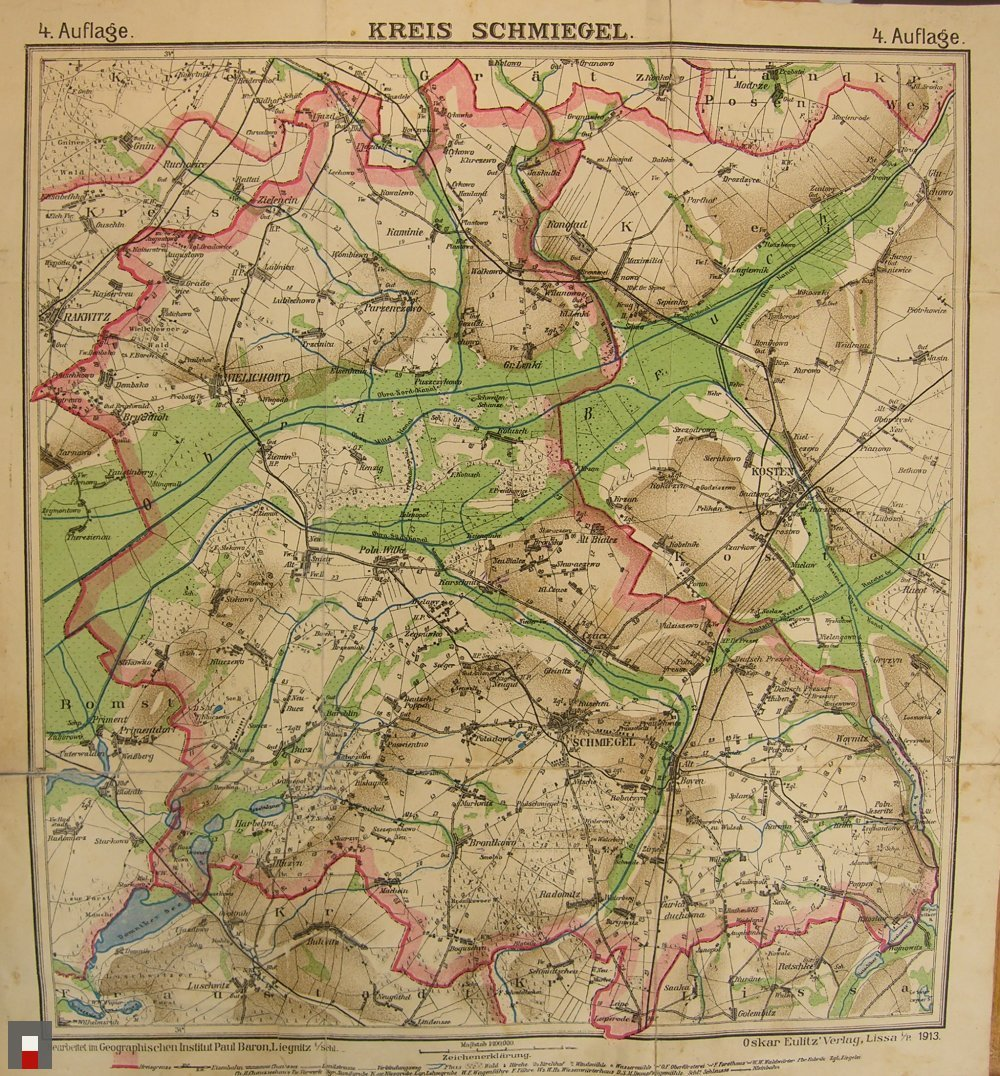
Zirpe südsüdöstlich der Stadt Schmiegel auf einer Landkarte des Kreises Schmiegel von 1913.

In der zweiten Hälfte des 19. Jahrhunderts  gehörte das Dorf  Zirpe zum Gut Radowitz (südwestlich von Zirpe gelegen) in der Herrschaft Nitsche (Nietążkowo),
die ihren Sitz am Südrand des Kreises Kosten hatte, etwa  elf Kilometer von der Stadt Kosten entfernt. Das Gut Radowitz war um 1805 und 1806 zusammen mit den Gütern Wiederowo und Smolno für 800.000 Taler von der Herzogin von Sagan v. Acerenza-Pignatelli, geb. Prinzessin Biron von Curland, aufgekauft worden.
Von 1887 bis 1918 gehörte das Dorf Zirpe zum preußischen Landkreises Schmiegel in der Provinz Posen. Die Forst- und die Landwirtschaft waren die Haupteinnahmequellen des Dorfbewohner.
Nach dem Ersten Weltkrieg musste das Kreisgebiet aufgrund der Bestimmungen des Versailler Vertrags an die Zweite Polnische Republik abgetreten werden.
Nach der deutschen Besetzung der Region 1939 und der Wiedereingliederung in das Deutsche Reich befand sich Zirpe  bis 1945 im Landkreis Kosten, Reichsgau Wartheland.
Gegen Ende des Zweiten Weltkriegs wurde das Kreisgebiet im Frühjahr 1945 von der Roten Armee besetzt. In der Folgezeit wurden die deutschen Bewohner von der örtlichen polnischen Verwaltungsbehörde vertrieben.

### Einwohnerzahlen
- 1816: 142[3]
- 1861: 230[4]